# 哥萨克酋长国
哥萨克酋长国（羅馬化：Hetmanshchyna）是乌克兰历史上的一个国家，由乌克兰哥萨克建立，存在于1649年至1764年，位于今乌克兰中部与东北部。 
基辅罗斯灭亡后，乌克兰地区曾由波兰立陶宛联邦控制。波立联邦在乌克兰推行农奴制，强迫乌克兰人改信天主教，引发乌克兰人不满。1648年，赫梅利尼茨基领导乌克兰大起义，随后建立哥萨克酋长国。
1654年，哥萨克酋长国由于自身军事力量不足以抵挡波兰进攻，与俄罗斯沙皇国签订《佩列亚斯拉夫条约》，规定两国结成军事同盟，乌克兰保有政治、军事、外交的自主权，但涉及波兰和奥斯曼土耳其帝国的外交事务由俄罗斯主持。俄罗斯沙皇国之后又规定哥萨克酋长国首脑盖特曼的选举必须经沙皇批准，且不经沙皇准许不得更换盖特曼。乌克兰逐步成为俄罗斯附属国。《佩列亚斯拉夫条约》签订后，俄罗斯与波兰为争夺乌克兰爆发战争。
1657年，首任盖特曼博格丹·赫梅利尼茨基去世后，哥萨克酋长国内部就盖特曼继任问题爆发内部冲突。1658年，盖特曼伊凡·维霍夫斯基不满于沙皇不承认《佩列亚斯拉夫条约》规定的沙皇义务，决定进行“哈佳奇联合”，哥萨克酋长国以平等成员国身份加入波兰立陶宛联邦。俄国沙皇随即呼吁哥萨克内部的反对派起兵反对维霍夫斯基。哥萨克酋长国从此爆发内战直至1687年，这段时期称为“废墟年代”。
1687年，伊万·马泽帕就任盖特曼，哥萨克酋长国重归统一，进入相对繁荣的发展阶段。1710年，佩利普·奧爾雷克在伊万·马泽帕去世后当选盖特曼，并制定《佩利普·奧爾雷克憲法》，一些乌克兰历史学家视之为世界上第一部建立国家制度基础的宪法。
俄罗斯帝国以各种方式不断限制和剥夺哥萨克酋长国的权力。到18世纪，哥萨克酋长国的领土仅剩下左岸烏克蘭。1764年，乌克兰哥萨克酋长国与盖特曼职位皆遭叶卡捷琳娜二世废除，哥萨克酋长国灭亡，酋長國即乌克兰現今領土正式成为俄罗斯帝国的省。

## 称呼
历史上，哥萨克酋长国有“乌克兰”、“小罗斯”、“哥萨克”等多种称呼。

### 乌克兰
1672年，波兰立陶宛联邦与奥斯曼帝国签订的《布哈赫和平条约》将哥萨克酋长国称为“乌克兰国（ukraińskie państwo）”，1712年，流亡首领佩利普·奧爾雷克也使用了该词语，奧爾雷克还在其拉丁文信件中将哥萨克酋长国称为“乌克兰共和国”。哥萨克酋长国首领伊万·马泽帕也将该国称为“乌克兰”，并将它与“莫斯科国家”对比，伊万·马泽帕还称乌克兰为“我的祖国”和“甜蜜的母亲”。

### 小俄罗斯
哥萨克酋长国首领彼得罗·伊万年科将该国称为“小俄罗斯国家”。

### 哥萨克
1719年，德国地理学家约翰·古伯纳在其著作中称，乌克兰地区被俄罗斯、波兰和哥萨克所控制。斯洛伐克翻译家丹尼尔·克尔曼主要使用“哥萨克”指代哥萨克酋长国，此人也是伊万·马泽帕之友。

## 历史

### 哥萨克起源
哥萨克的形成是中古晚期东欧政治经济发展的产物。15-17世纪东欧农奴化过程中，不愿为奴的农民逃往边境地区，逐渐聚集成群，同时受到突厥民族的影响，形成了善于骑射、不受管束的独特文化认同。由于所处地区的地理环境特殊，人口稀少，各国中央政权管辖能力有限，哥萨克得以避免中央政权的打压，逐渐坐大。同时，各国中央政权也需要哥萨克抵挡克里米亚鞑靼人和其他游牧民族的袭击，早期周边国家的统治者对哥萨克一般采取怀柔政策。

哥萨克基本可分为俄国哥萨克和乌克兰哥萨克。乌克兰哥萨克的分布较为集中，主要分布在第聂伯河两岸。其形成的确切时间有争议，但自15世纪开始哥萨克就为鞑靼人和立陶宛人所知。

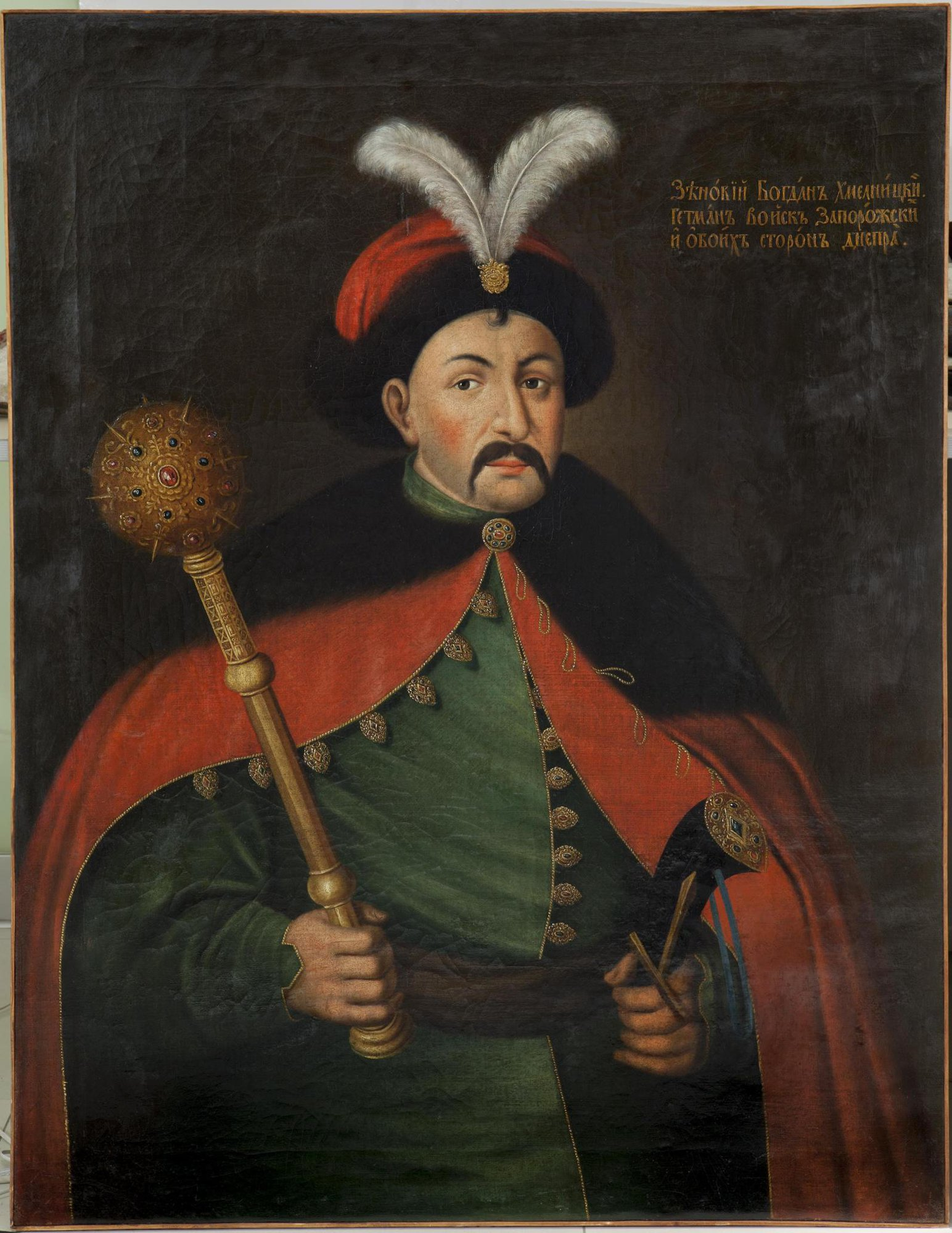
酋长博格丹·赫梅利尼茨基

### 国家建立
1648年春天，乌克兰大起义爆发。1648年5月，乌波爆发科尔松战役，波兰军队中有大量哥萨克倒戈，波兰的参战军队全军覆没，80 名显要贵族、127 名军官、8520 名士兵和 41 门大炮落入乌克兰哥萨克手中。1648年12月，博赫丹·赫梅利尼茨基进入基辅，受到基辅市民的热烈欢迎。基辅学院师生称他为“摩西”和“解救人民于奴隶制之中的救世主”。1649年2月，在与波兰代表团谈判时，赫梅利尼茨基称，他准备解放包括利沃夫在内的整个罗斯的人民。

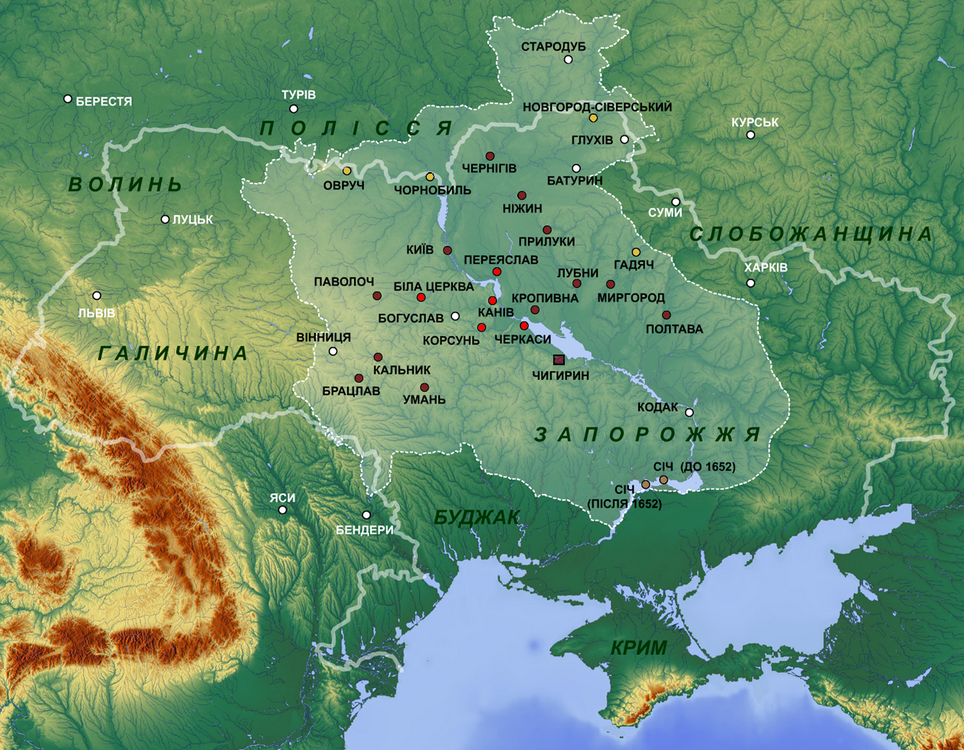
哥萨克酋长国疆界与今乌克兰版图对比

1649年8月，《茲博羅夫條約》签订，波兰承认哥萨克酋长国在基辅、切尔尼戈夫、布拉茨瓦夫三省的权力。1650年，乌波双方再次爆发战争。1651年，乌克兰哥萨克的盟友克里米亚鞑靼人自行从战场上撤退，乌克兰惨败，被迫签订《比拉采尔克条约》，波兰对乌克兰哥萨克酋长国权力的承认仅限于基辅省。此后，乌波双方仍有大大小小的战争与冲突。

### 与俄国联合

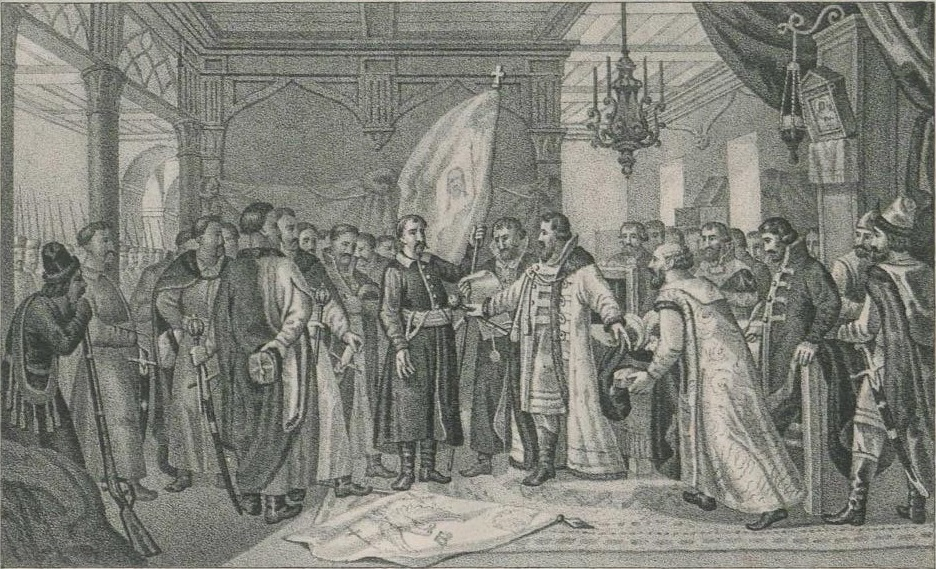
博格丹·赫梅利尼茨基宣誓效忠沙皇

1653年，克里米亚鞑靼人第三次背叛乌克兰，乌克兰为抵御波兰进攻，转而向俄罗斯求援。1654年，乌克兰与俄罗斯签订《佩列亚斯拉夫条约》，双方结成军事同盟，赫梅利尼茨基宣誓效忠沙皇，乌克兰保有政治、军事、外交上的自主权；但俄罗斯得以在乌克兰驻军，驻军费用由乌克兰承担。此外，乌克兰有关波兰和土耳其的外交事务，由俄罗斯主持。沙皇承认哥萨克酋长国的国家地位，并提供6万个在册哥萨克登记名额。
乌克兰哥萨克将《佩列亚斯拉夫条约》视为对双方义务做出约定的契约。赫梅利尼茨基承诺效忠并提供军事服务，以换取莫斯科的保护。然而在沙皇眼中，乌克兰人只是一群新的臣民，他在为他们提供了一定权利和待遇之后就不再负有任何义务。赫梅利尼茨基曾希望沙皇也向乌克兰人起誓，承诺保障乌克兰的独立，但俄国使节瓦西里·布图尔林拒绝了该提议，理由是俄国沙皇从不向臣民宣誓。

### 内战
1657年8月，博格丹·赫梅利尼茨基去世，他死前曾主导选举，使其子尤里·赫梅利尼茨基得以继任盖特曼一职。尤里·赫梅利尼茨基年仅16岁，且时常发作癫痫。1657年秋天，酋长国总理大臣伊凡·维霍夫斯基发动不流血政变废黜尤里，再度主导选举，推选自己为盖特曼。伊凡·维霍夫斯基代表哥萨克酋长国内部贵族阶层的利益，哥萨克军人则对此不满。扎波罗热哥萨克军对其当选的合法性提出质疑。此外，维霍夫斯基希望实行更加独立于莫斯科的政策，莫斯科从而支持维霍夫斯基的反对者。1658年6月，维霍夫斯基军队与扎波罗热哥萨克军队在波尔塔瓦爆发冲突，双方约有1.5万人死亡，维霍夫斯基胜利，但元气大伤。哥萨克酋长国内战序幕由此拉开。 
维霍夫斯基认为，乌克兰哥萨克和沙皇间的《佩列亚斯拉夫条约》是有条件的：一旦沙皇不履行其义务，他就有权废除协议。而沙皇不承认该协议规定了他的义务。1658年9月，维霍夫斯基在哈佳奇召集哥萨克会议，会议批准哥萨克酋长国以平等成员国的身份加入波兰立陶宛联邦，史称“哈佳奇联合”。 
乌克兰与波兰修好后，俄国沙皇发出呼吁，号召乌克兰哥萨克反抗“叛徒”维霍夫斯基，内战正式爆发。俄国军队与扎波罗热哥萨克军队夺取哥萨克酋长国南部地区。1659年春，维霍夫斯基亦发出呼吁，声称沙皇违反协议，侵犯乌克兰人的权利与自由。维霍夫斯基与克里米亚鞑靼人结盟，反击挺进中的俄军。1659年6月，科诺托普之战打响，维霍夫斯基大胜，俄军阵亡4万多人。克里米亚鞑靼人乘胜追击，洗劫俄国南部边境。莫斯科城内亦流传沙皇即将逃离首都的谣言。 
随后，波兰议会批准哈佳奇联合，但并未完全兑现当初对维霍夫斯基的承诺，优待条件缩水。许多乌克兰哥萨克将维霍夫斯基视为叛徒，维霍夫斯基失去统治集团内部其他成员的支持，被迫逃往波兰统治下的西乌克兰地区。 
伊凡·维霍夫斯基被推翻后，尤里·赫梅利尼茨基在一众哥萨克军官支持下重新掌权，并重启与俄罗斯的谈判。俄罗斯承认尤里·赫梅利尼茨基当选为盖特曼，但同时提出要求：今后的盖特曼选举都需要得到俄罗斯的承认；盖特曼无权处理外交事务；盖特曼无权未经俄罗斯同意任命团长；俄罗斯有权在乌克兰各主要城市驻军。1660年1月，尤里·赫梅利尼茨基的表亲丹尼洛·维霍夫斯基对基辅的俄罗斯驻军发动袭击，失败后落入俄罗斯手中并被折磨致死。一位波兰外交官如此记录：“他全身被鞭子抽烂，挖空的眼眶里塞进了银子，耳朵也被人用钻头挖开，同样塞上了银子。他的手指被削掉，双腿也被人沿着脉管切烂。总之，如此残忍闻所未闻。”此事之后，尤里·赫梅利尼茨基亦改变立场，转而效忠波兰国王，并再度击败俄罗斯军队。 
乌克兰重归波兰国王治下后，却不得不接受更为苛刻的条件。新订立的条约删去了“罗斯公国”的表述。同时，第聂伯河左岸的哥萨克军团在俄罗斯支持下选出了自己的临时统领。尤里·赫梅利尼茨基数次试图平叛而未果。1663年，尤里·赫梅利尼茨基宣布退位，并归隐于修道院。同年，右岸和左岸哥萨克各自选出了自己的首领，分别宣布效忠于波兰和俄罗斯，但这些哥萨克首领后来均有叛乱。1667年，俄罗斯与波兰签署安德鲁索沃条约，乌克兰沿第聂伯河被瓜分至1687年。

### 马泽帕时代

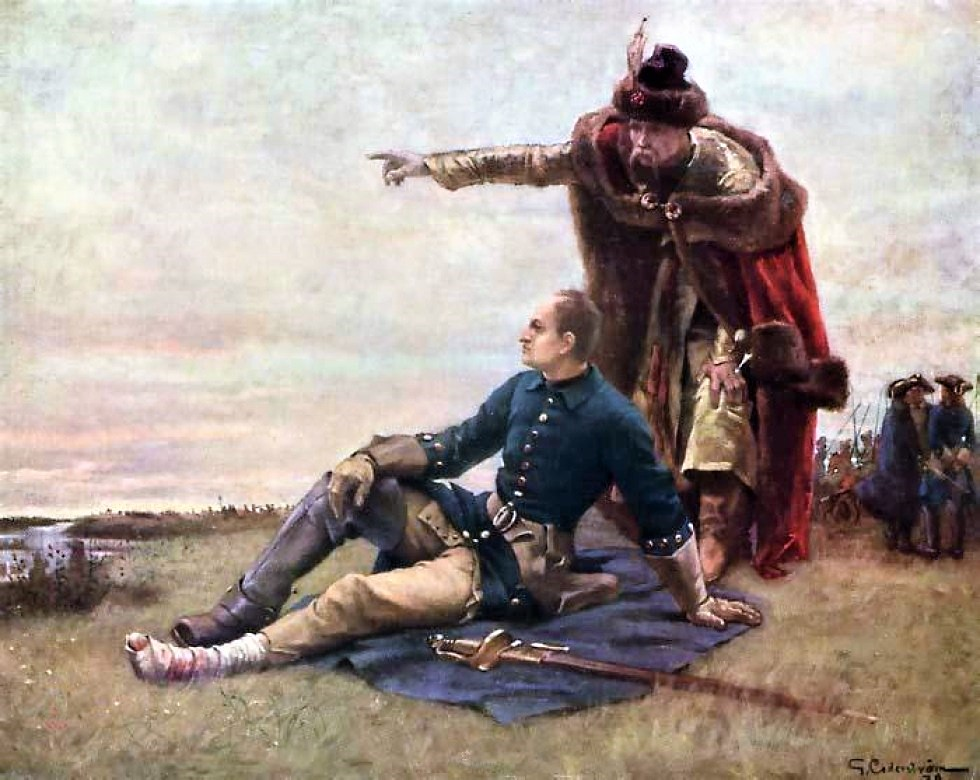
卡尔十二世和马泽帕在波尔塔瓦战役后的第聂伯河

在1687年,伊凡·马泽帕被选为酋长后，毁灭时代正式结束了。马泽帕给国家带来了近20年的稳定與和平。他让乌克兰再次统一于酋长的统治之下。酋长国在他的统治下欣欣向荣，而该国的文学和建筑学则更是。在马泽帕的统治时期发展出来的建筑形式被称为乌克兰巴洛克风格。 
在马泽帕的统治时期时，沙皇俄国和瑞典帝国之间爆发了大北方战争。马泽帕与彼得一世的联盟让酋长国损失了很多哥萨克，也让俄罗斯干涉酋长国的内政。在沙皇拒绝出兵保卫乌克兰，阻止卡尔十二世的盟友波兰国王斯坦尼斯瓦夫·莱什琴斯基进攻乌克兰后，马泽帕与部分的扎波罗热哥萨克在1708年10月28日轉向与瑞典人结盟。大北方战争的关键之战发生在1709年6月的波尔塔瓦，这场战役俄罗斯胜利，也击碎了马泽帕让乌克兰独立的目标，之前与瑞典的一份条约。波尔塔瓦战役之后，酋长国的主权变得有名无实，而俄罗斯也成立了基辅省。

### 灭亡

18世紀的烏克蘭

在叶卡捷琳娜二世统治时期，哥萨克酋长国的主权被日渐剥削。在先前的几次尝试后，酋长一职最终在1764年被俄罗斯政府废除，被小俄罗斯执行管理委员会替代。于是，酋长国完全被俄罗斯帝国吞并。 
1775年5月7日，在女皇叶卡捷琳娜的直接命令下，扎波罗热要塞被毁。6月5日，俄罗斯炮兵和步兵包围了部落，并将其夷为平地。俄军对哥萨克实施裁减，国库档案被没收。科绍夫依酋长佩特罗·卡利尼舍夫斯基遭到逮捕，并被流放至索洛韦茨基群岛。这也终结了扎波罗热哥萨克。

## 文化
在酋长国，特别是在酋长伊萬·马泽帕的统治时期里，乌克兰文化欣欣向荣。 

### 教育
来自外国的访问者特别评价了酋长国极高的识字率，即使在平民中，也是如此。酋长国每单位人口拥有小学的比率要高过它的每一个邻国——波兰或莫斯科。1740年代，7个团区的1099个定居点中，有866个拥有小学。一位来到酋长国的德国访问者在他1720年的作品中，对酋长达尼洛·阿波斯托尔之子的情况做出了评价，阿波斯托尔之子从未出过乌克兰一步，却能流利地说拉丁语、意大利语、法语、德语、波兰语和俄语。在马泽帕治下，基辅执行管理委员会转型为一所学院，并吸引了东正教世界的一些重要学者。马泽帕在切尔尼戈夫建立了另一所执行管理委员会。很多在基辅受教的人，例如费奥凡·普罗科波维奇（俄罗斯科学研究院的建立者）随后迁至莫斯科，因此，伊凡·马泽帕对教育的支持不仅提高了乌克兰的文化水平，也提高了莫斯科自身的文化水平。一所音乐学院在酋长国随后的首都赫鲁希夫建立。该院校友包括马克西姆·贝列佐夫斯基，他是第一名从俄罗斯帝国走出去，得到欧洲承认的作曲家；该院校友还包括德米特里·博尔特尼扬斯基。      

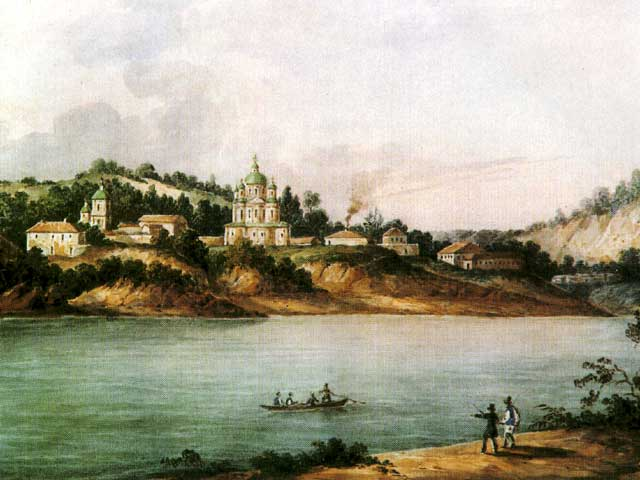
梅日希尔斯基修道院，地处第聂伯河右岸。费奥多尔·索勒恩切夫，1843年

除了基辅的传统印刷业外，新的印刷厂也建设在诺夫哥罗德-谢韦尔斯基和切尔尼戈夫。出版的大多数书籍实际上是宗教书籍，其中包括《彼得尼克》（Peternik），一本介绍基辅-佩切尔斯克修道院僧侣生活的书籍。人们也编纂关于当地历史的书籍。1674年，伊诺肯提·吉泽尔编写了一部书籍，关于莫斯科是古基辅的继承人的理论第一次得到了发展。

### 宗教
1686年，乌克兰东正教会由接受君士坦丁堡主教管理转为由莫斯科当局管理。但不论此前此后，当地教会领导人都实行独立自主的政策。酋长伊凡·马泽帕与都主教瓦尔拉姆·亚辛斯基（1690年-1707年任职）关系非常密切。马泽帕将土地、金钱和整个村庄都贡献给教会。他也资助修建了基辅的几座宗教建筑，包括主显教堂和圣米迦勒金顶修道院主教座堂，并修复了几座旧教堂，譬如基辅圣索菲亚主教座堂，这座教堂在17世纪中期处于近乎坍塌的状态，这些建筑都是乌克兰巴洛克风格的。

## 社会
酋长国被分为以下五个阶级：贵族、哥萨克、教士、市民、和农民。

### 贵族

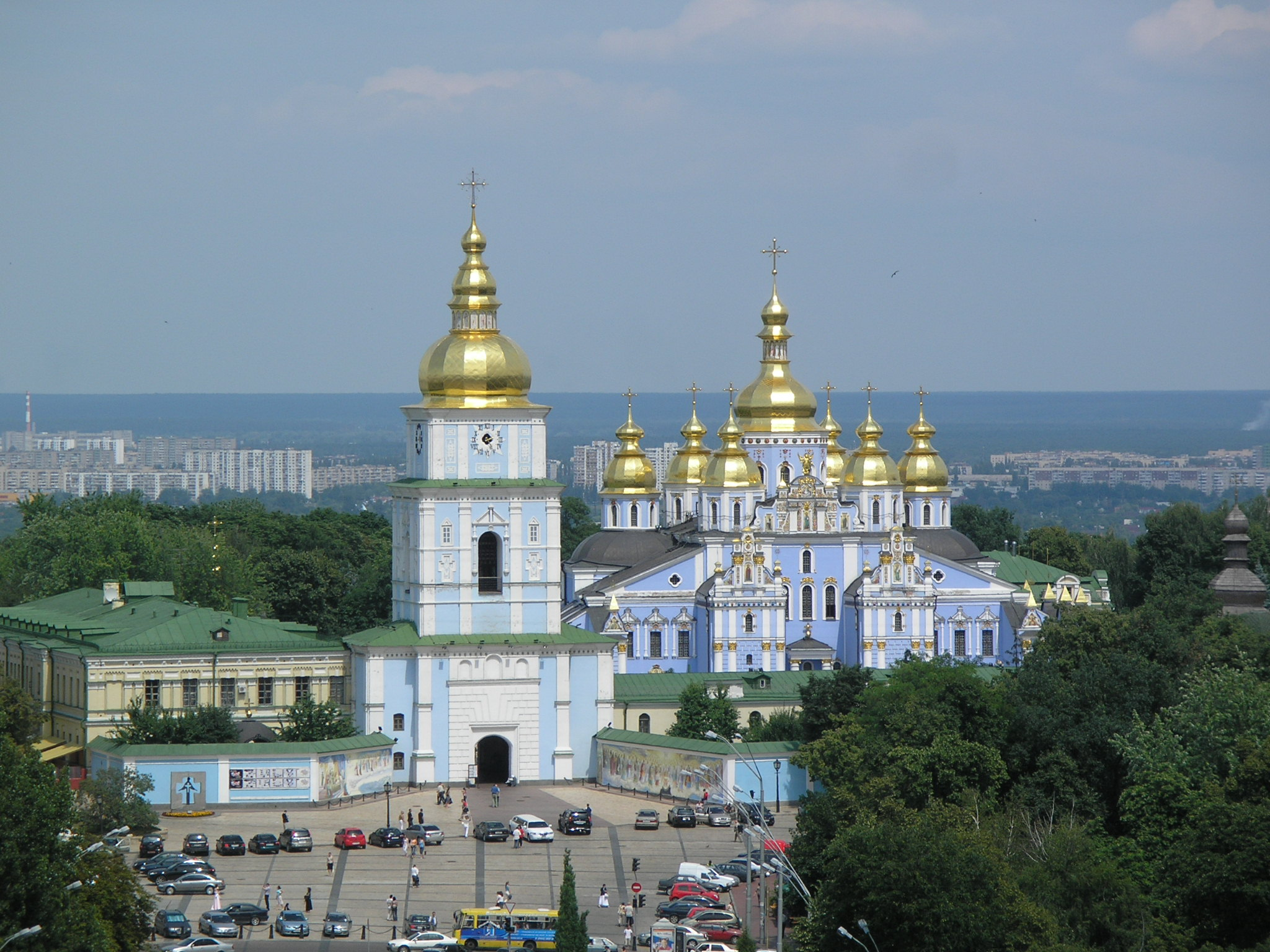
圣米迦勒金顶教堂，酋长伊凡·马泽帕出资修建

与受波兰统治的情况一样，贵族依然是酋长国的统治阶级，但是其成分和正统的起源已经彻底改变了。在赫梅利尼茨基起义时，波兰贵族与波兰化的鲁塞尼亚贵族逃离了酋长国。结果，贵族阶级此时由留在酋长国的贵族（未被波兰化的老贵族家族与在起义中加入哥萨克一方的下层贵族）以及突然出现的哥萨克军官阶级构成。忠于酋长国的贵族不像波兰贵族那样土地被重新分配，而是依然留有他们的财产、土地和为他们服役的农民。同时，老贵族和新哥萨克军官被称为“高贵的军官同伴”（Znachni Viiskovi Tovaryshi）。因此，贵族阶级的性质在根本上就发生改变了。它不再看是否拥有古老的血统，而是看是否忠于哥萨克的国家。但是，随着时间的变化，哥萨克军官的土地和财产也变为世袭的，而这些哥萨克贵族与军官所拥有的财产也变得与那些被他们取代的波兰贵族的差不多了。

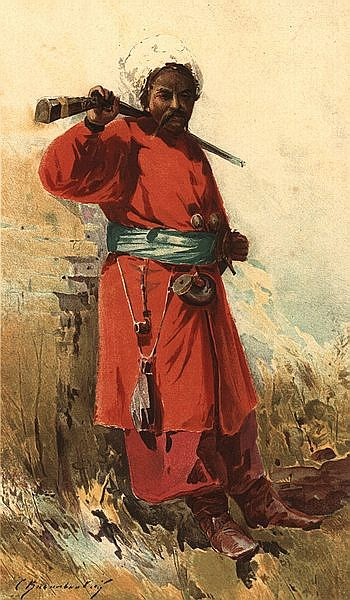
一名扎波罗热哥萨克，由赛尔希·瓦西里基夫斯基在大约19世纪时绘

### 哥萨克
大多数哥萨克未能进入贵族的行列，他们还是自由的士兵。低阶的哥萨克经常对他们兄弟的富有而感到愤怒，他们要为频繁的起义负责，尤其是在17世纪内战频频不稳定的毁灭时代的时候。这些不满常常被莫斯科利用。扎波罗热要塞被用作逃离酋长国的哥萨克的避难所，就像其在赫梅利尼茨基起义前一样。

### 教士
在酋长国时期，罗马天主教会和东仪天主教会的教士被逐出乌克兰。僧侣在酋长国地位非常高，掌有酋长国17%的土地。僧侣无需缴税，在任何时候都有农民为逃避税务而来到修道院。东正教统治集团变得和最强大的贵族一样富有而强大。已婚的东正教士也不需要缴税。教士的儿子通常成为教士或做哥萨克文职官员。贵族或哥萨克做神职人员的情况并不常见，反之亦然。

### 市民
酋长国的12个城市实行马格德堡法，他们处于自治状态且拥有自己的法院、财政和税收。富有的市民能够在酋长国任职，甚至购买贵族头衔。因为城镇大部分都很小（大城镇如基辅或尼任居民也少于15000人）。和其他阶级比起来，这个阶级重要性不大。

### 农民
农民占酋长国人口的大多数。虽然赫梅利尼茨基起义将波兰地主和权贵驱逐出受酋长控制的地区，让农民强迫劳动的制度在起义中减少了许多，但那些忠于酋长的贵族和东正教会依然希望农民处在他们的控制中，为他们服务。因此，起义的结果是大约50%的土地分给了哥萨克军官或是由农民控制的自由村庄里，17%的土地归教会所有。但是随着时间的推移，贵族和军官所有的土地与日俱增，而由农民和普通哥萨克士兵控制的土地逐年减少，而农民被迫为他们的地主劳动的天数越来越多，劳动量也越来越大。但无论如何，农民受到的压迫依然要较起义前少一些，且直到酋长国灭亡，他们也从未完全成为农奴，依然留有迁居的权利。

## 政府

### 行政区划
酋长国被分为很多军管区域，被称为“团区”（polki），团区的数量多少取决于酋长国的领土大小。1649年，当酋长国控制右岸及左岸乌克兰时，共有16个这样的区域。在失去右岸乌克兰后，团区的数目被减少到10个。团区被进一步分为连区（sotnias），由队长管理。

### 领导层
酋长国由酋长、内阁和两个委员会——总理事会和主席团会议领导。酋长起初由包括全体哥萨克、市民、教士、甚至还有农民在内的总理事会选举得来。但在17世纪末，总理事会的作用变得更加仪式性，酋长由主席团会议选举得来。1709年后，获得提名的酋长需要得到沙皇的批准。酋长统治全国，直到去世或被驱逐。酋长全权管理行政机关、法院、财政和军队。而内阁则同时承担总参谋和内阁的作用。酋长也有权制定外交政策，虽然这个权力在18世纪越来越多地受到了莫斯科的限制。   
构成酋长国的每个团区由团长管理，团长拥有该区的最高军事及民政权力。起初团长由该团区德哥萨克选举，到了18世纪则由酋长任命。1709年后，团长常常是由莫斯科任命的。团长的参谋包括军需官（副司令官）、法官、大臣、副官和掌旗官。 

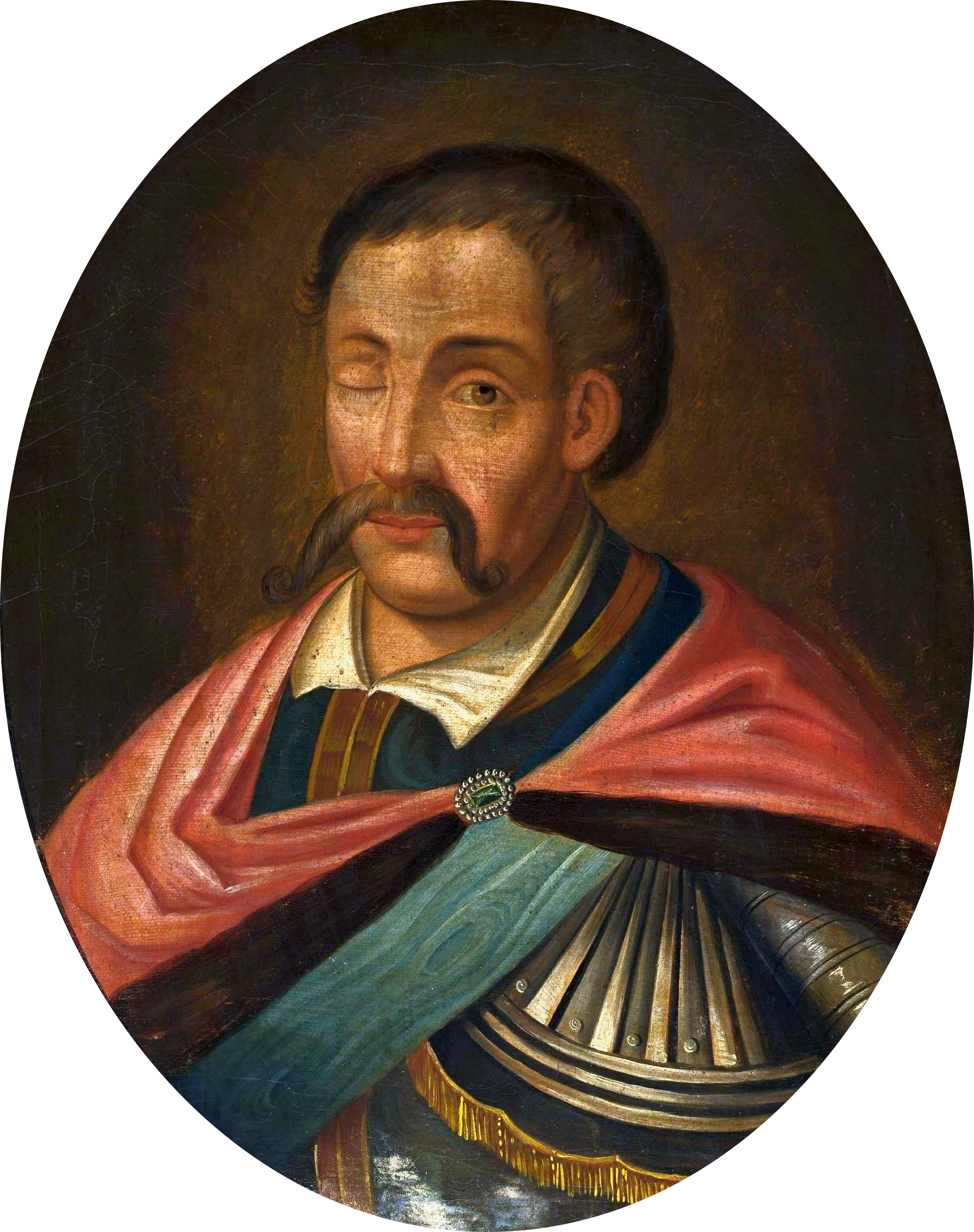
酋长达尼洛·阿波斯托尔

18世纪，酋长国的主权遭到破坏。在波尔塔瓦战役后，由主席团会议选举出来的指挥官须经沙皇承认。沙皇也频繁地任命每个团区的团长。1722年向酋长国负责的政府部门由外交学院转为帝国参议院。同年，俄国又成立小俄罗斯执行管理委员会来架空酋长，小俄罗斯执行管理委员会由莫斯科任命，由六位驻扎在酋长国的俄军军官组成，担当起第二政府的角色，表面上是为了保护普通哥萨克与农民的权利免受哥萨克军官的抑制。在哥萨克选举酋长帕夫洛·波卢博托克来回应他，反对这些改革时，波卢博托克遭到逮捕，并死在牢狱之中，没有得到沙皇的承认。小俄罗斯执行管理委员会随后统治酋长国，直到1727年遭到废除，并选举了新酋长达尼洛·阿波斯托尔。一份由28条条令构成的法规被采用，控制酋长国和俄罗斯之间的关系。在酋长国灭亡之前，这份法规一直有效。这份法规被称为28条批准法令，详情如下：
- 酋长国不能控制本国与他国之间的外交关系，但是该国能够在边界问题上直接与波兰、克里米亚汗国与奥斯曼帝国谈判，只要谈判签署的协议不与俄罗斯的条约冲突。

- 酋长国依然控制10个团，但该国的雇佣团被限制在三个。

- 战时，哥萨克必须接受驻扎在酋长国的俄军指挥官的指挥

- 一个由3个哥萨克和3个由政府任命的人构成的法庭成立

- 俄国人和其他非本国地处允许留在酋长国，但是不能从北方带来新的农民[27]

1764年，酋长的职位遭到叶卡捷琳娜二世废除，被第二个小俄罗斯执行管理委员会取代，该管理委员会由4名哥萨克和4位由俄罗斯任命的人构成，该管理委员会由会长伯爵彼得·鲁缅采夫领导，鲁缅采夫小心但坚决地剥夺了当地只剩一点的主权。1781年，军团制度被逐步废除，小俄罗斯执行管理委员会被废止。两年后，农民迁移的自由遭到限制，这个地区的农民完全变成了农奴。哥萨克并入俄军，哥萨克军官被承认为俄罗斯贵族、与俄罗斯帝国先前在其他地区的做法一样，教会的土地遭到没收（在酋长国时期，教会自己就拥有17%的土地），分给贵族。酋长国的领土被划分为3个俄罗斯省份，这些省份的行政机关与俄罗斯帝国其他省份无异。